# Georges Murat
Pour les articles homonymes, voir Murat.
Georges Murat est un homme politique français né le 16 décembre 1851 à Paris et décédé le 24 décembre 1918 à Paris.
Industriel en bijouterie, il est président de la chambre syndicale. Conseiller général de l'Ardèche, il sera brièvement président du conseil général en 1918. Candidat républicain aux législatives de 1906, il est battu, mais est élu sénateur en 1912. Il siège sur les bancs de la Gauche démocratique et se montre très actif en commission, déposant de nombreux rapports.

## Sources
- « Georges Murat », dans le Dictionnaire des parlementaires français (1889-1940), sous la direction de Jean Jolly, PUF, 1960 [détail de l’édition]